# 다나카 고타로
다나카 고타로(田中 耕太郎, たなか こうたろう, 1890년 10월 25일 ~ 1974년 3월 1일)는 일본의 법학자이자 법철학자이다. 도쿄 제국대학 대학 법학부장, 제1차 요시다 내각 문부대신, 일본 최고재판소 장관, 국제사법재판소 판사를 지냈다.

## 생애
가고시마현의 가고시마시에서 재판관의 아들로 태어나, 도쿄 제국대학 법과 대학 법률학과를 수석으로 졸업하였다. 졸업 후 내무성에서 일했지만 1년 반 만에 그만두고, 1917년 도쿄 제국대학 조교수가 되었다. 기독교 사상가 우치무라 간조의 문하생으로도 있었으며, 유럽·미국 유학 후 1923년 도쿄 제국대학 교수가 되어 상법 강좌를 담당하였다. 〈상적색채론〉(商的色彩論), 〈세계법의 이론〉(世界法の理論) 등을 저술했으며, 1929년 법학 박사 학위를 받고, 1937년 도쿄 제국대학 법학부장이 되었다.
1945년 문부성 학교교육국장을 지내고, 1946년 제1차 요시다 내각에 문부대신으로 입각하였다. 문부대신으로서 일본국 헌법에 서명했으며, 같은 해 귀족원 의원이 되었다. 1947년 참의원 선거에 입후보 해 당선되었고, 일본의 교육기본법 제정에 관여하였다.
1950년 참의원 의원을 사직하고, 일본 최고재판소 장관이 되었고, 이는 일본에서 각료 경험자가 최고 재판소 재판관이 된 유일한 예이다. 일본 최고재판소 장관으로 3889일 동안 재임하며 가장 오랫동안 재임한 일본 최고재판소 장관으로 기록되었으며, 1961년부터 1970년까지는 국제사법재판소 판사로 활동하였다. 1974년, 도쿄 도의 병원에서 사망하였다.

## 같이 보기
- 제1차 요시다 내각
- 일본 최고재판소
- 국제사법재판소